# Renat Rudolfovics Janbajev
Renat Rudolfovics Janbajev (oroszul: Ренат Рудольфович Янбаев; Noginszk, 1984. április 7. –) orosz válogatott labdarúgó, jelenleg a Lokomotyiv Moszkva játékosa. Posztját tekintve balhátvéd.
Az orosz válogatott tagjaként bronzérmet szerzett a 2008-as Európa-bajnokságon.

## Sikerei, díjai
Oroszország
- Európa-bajnoki bronzérmes (1): 2008